# Tmesisternus gabrieli
Tmesisternus gabrieli är en skalbaggsart som beskrevs av Schwarzer 1931. Tmesisternus gabrieli ingår i släktet Tmesisternus och familjen långhorningar.
Artens utbredningsområde är Irian Jaya. Inga underarter finns listade i Catalogue of Life.